# Карвер, Макс
Макс Ка́рвер (англ. Max Carver, при рождении Ро́берт Ма́ксвелл Ка́рвер Ма́ртенсен (англ. Robert Maxwell Carver Martensen), род. 1 августа 1988, Сан-Франциско, Калифорния) — американский актёр, наиболее известный по роли Престона Скаво в телесериале «Отчаянные домохозяйки», а также по роли Эйдана в телесериале «Волчонок». Брат-близнец актёра Чарли Карвера.

## Ранние годы
Макс Карвер родился в Сан-Франциско, Калифорния, США. У него есть брат-близнец Чарли Карвер, также актёр. У Макса и Чарли разные даты рождения. Чарли родился 31 июля, а Макс на 7 минут позже, уже 1 августа. В 2012 году Макс окончил Университет Южной Калифорнии со степенью бакалавра в области английского языка.

## Карьера
Актёрский дебют состоялся в телесериале «Отчаянные домохозяйки», в котором Макс с Чарли играли роли Престона и Портера Скаво, сыновей Линетт (Фелисити Хаффман) и Тома (Дэг Сэвант) Скаво. Вместе с братом снимался в третьем сезоне телесериала «Волчонок», где они сыграли оборотней-близнецов Эйдана и Итана. В 2014 году они снимались в первом сезоне телесериала «Оставленные».
Макс также снимается отдельно от своего брата. Он появился в эпизодических ролях в телесериалах «Офис», «Держись, Чарли», «Виктория-победительница» и «Друзья навсегда». Он дебютировал на большом экране сыграв Рори в фильме «Проси меня о чём угодно», в котором приняли участие Бритт Робертсон, Джастин Лонг и Мартин Шин.

## Работы

### Фильмография
| Год       |     | Русское название          | Оригинальное название             | Роль                   |
| --------- | --- | ------------------------- | --------------------------------- | ---------------------- |
| 2008—2012 | с   | Отчаянные домохозяйки     | Desperate Housewives              | Престон Скаво          |
| 2009      | с   | Офис                      | The Office                        | Эрик                   |
| 2010      | с   | Держись, Чарли!           | Good Luck Charlie                 | Брэд                   |
| 2010      | кор |                           | Cliffhanger                       | Чарли                  |
| 2012      | с   | Друзья навсегда           | Best Friends Forever              | Кори                   |
| 2012      | кор | Хейвенс Пойнт             | Haven's Point                     | Кевин                  |
| 2012      | с   | Виктория-победительница   | Victorious                        | Эван Смит              |
| 2012      | с   | Спецназ: Сан-Диего        | NTSF:SD:SUV                       | Тэд                    |
| 2012      | с   | Halo 4: Идущий к рассвету | Halo 4: Forward Unto Dawn         | Кадмон Ласки           |
| 2013      | ф   | Постоянный советник       | Dean Slater: Resident Advisor     | покинутый парень       |
| 2013—2015 | с   | Волчонок                  | Teen Wolf                         | Эйдан                  |
| 2013      | с   | Пакт на обман             | The Cheating Pact                 | Джордан                |
| 2014      | ф   | Проси меня о чём угодно   | Ask Me Anything                   | Рори                   |
| 2014      | ф   |                           | Mantervention                     | спасатель Джо          |
| 2014      | с   | Гавайи 5.0                | Hawaii Five-0                     | Тревис Килоха          |
| 2014      | тф  |                           | Grand Theft Auto: Give Me Liberty | Клод                   |
| 2014      | с   | Оставленные               | The Leftovers                     | Адам Фрост             |
| 2015      | с   | Последователи             | The Following                     | Реджи                  |
| 2015      | с   |                           | Filthy Preppy Teen$               | Чэд Бишоп              |
| 2017      | ф   | Битва преподов            | Fist Fight                        | Дэниел                 |
| 2017      | ф   | Сон в летнюю ночь         | A Midsummer Night's Dream         |                        |
| 2022      | ф   | Бэтмен                    | The Batman                        | близнец-охранник клуба |

### Видео
| Год  | Песня              | Ссылка | Примечание                 |
| ---- | ------------------ | ------ | -------------------------- |
| 2016 | Rough Sweat        |        | клип «White China Gold»    |
| 2016 | Where Is the Love? |        | клип «The Black Eyed Peas» |

## Награды и номинации
| Награда                        | Дата | Номинация                                    | Номинант              | Результат | Примечания |
| ------------------------------ | ---- | -------------------------------------------- | --------------------- | --------- | ---------- |
| Премия Гильдии киноактёров США | 2008 | Лучший актёрский состав в комедийном сериале | Отчаянные домохозяйки | Номинация | [ 7 ]      |